# Бобадела (Лореш)
Бобадела (порт. Bobadela) — район (фрегезия) в Португалии, входит в округ Лиссабон. Является составной частью муниципалитета Лореш. Находится в составе крупной городской агломерации Большой Лиссабон. По старому административному делению входил в провинцию Эштремадура. Входит в экономико-статистический субрегион Большой Лиссабон, который входит в Лиссабонский регион. Население составляет 8 839 человек на 2011 год. Занимает площадь 3,22 км².
Покровителем района считается Дева Мария (порт. Maria).

## История
Район основан в 1989 году.

## Демография
| Численность населения муниципалитета по годам | Численность населения муниципалитета по годам | Численность населения муниципалитета по годам |
| --------------------------------------------- | --------------------------------------------- | --------------------------------------------- |
| 1991                                          | 2001                                          | 2011                                          |
| 8 923                                         | 8 577                                         | 8 839                                         |